# Станіслав Ставський
Станіслав Ставський (герб Корчак; помер близько 1488) — єпископ РКЦ, католицький священник.

## Життєпис
Народився неподалік Янува Підляського. Випускник Краківської академії (бакалаврат у 1465).
Після висвячення на священика служив каноніком Вільнюса.
З 9 листопада 1483 — єпископ Луцький. Помер після кількох років правління. Точна дата смерті невідома.